# Jan-Olof Arnberg
Jan-Olof Arnberg, född 12 december 1932 i Västerås, död 15 augusti 2019 i Härnösands domkyrkodistrikt, var en svensk jurist som var lagman i Bollnäs tingsrätt från 1980 till 1997.
Arnberg blev juris kandidat vid Uppsala universitet 1959 och genomförde tingstjänstgöring 1959–1961 innan han blev fiskal vid hovrätten för Nedre Norrland 1962. Han var revisionssekreterare 1976–1977 och lagman vid Bollnäs tingsrätt 1980–1997.
Arnberg var son till Olof Arnberg och hans maka Margith. Han var från 1957 gift med Gunilla, talpedagog. Makarna är gravsatta på Kungsåra kyrkogård.